# Bergslagskanalen
| \| \| \| Daglösen mit Filipstad auf seiner nördlichen Seite \| \| \| \| \| Asphytteälven, Prästbäckens Kanal \| \| \| \| \| \| \| \| \| \| Asphyttans Schleuse und Kanal \| \| \| \| \| Östersjön \| \| \| \| \| Aspen \| \| \| \| \| Mögsjön \| \| \| \| \| Källsfallets Schleuse \| \| \| \| \| Bjurbäckens Kanal, Bjurbäcksälven, Storforsälven \| \| \| \| \| Bjurbäckens Schleusen \| \| \| \| \| Storfors (rechts) \| \| \| \| \| Stor-Lungen \| \| \| \| \| Öjevettern \| \| \| \| \| Matlången, Hyttsjön \| \| \| \| \| Norsbäcks Kanal, Ullvettern \| \| \| \| \| Bergsjön mit Sjöändans Ladeplatz, Frövettern \| \| \| \| \| Alkvettern \| \| \| \| \| Knappforsälven \| \| \| \| \| Knappfors Schleuse und Kanal \| \| \| \| \| \| \| \| \| \| Lonnen \| \| \| \| \| Timsälven \| \| \| \| \| Karlskoga \| \| |  |                                                    |                                                    |
| U-Bahn-Strecke von links · U-Bahn-Bahnhof quer · U-Bahn-Strecke von rechts |  | Daglösen mit Filipstad auf seiner nördlichen Seite | Daglösen mit Filipstad auf seiner nördlichen Seite |
| U-Bahn-Strecke · U-Bahn-Strecke |  | Asphytteälven, Prästbäckens Kanal                  | Asphytteälven, Prästbäckens Kanal                  |
| U-Bahn-Abzweig ehemals geradeaus und nach links · U-Bahn-Strecke von rechts · U-Bahn-Strecke |  |                                                    |                                                    |
| U-Bahn-Strecke (außer Betrieb) · U-Bahn-Strecke |  | Asphyttans Schleuse und Kanal                      | Asphyttans Schleuse und Kanal                      |
| U-Bahn-Abzweig ehemals geradeaus und von links · U-Bahn-Strecke nach rechts · U-Bahn-Bahnhof |  | Östersjön                                          | Östersjön                                          |
| U-Bahn-Bahnhof · U-Bahn-Strecke |  | Aspen                                              | Aspen                                              |
| U-Bahn-Abzweig geradeaus und ehemals nach links · U-Bahn-Strecke von rechts (außer Betrieb) · U-Bahn-Kopfbahnhof Strecke ab hier außer Betrieb |  | Mögsjön                                            | Mögsjön                                            |
| U-Bahn-Strecke (außer Betrieb) · U-Bahn-Strecke (außer Betrieb) |  | Källsfallets Schleuse                              | Källsfallets Schleuse                              |
| U-Bahn-Strecke · U-Bahn-Strecke (außer Betrieb) · U-Bahn-Strecke (außer Betrieb) |  | Bjurbäckens Kanal, Bjurbäcksälven, Storforsälven   | Bjurbäckens Kanal, Bjurbäcksälven, Storforsälven   |
| U-Bahn-Strecke (außer Betrieb) · U-Bahn-Strecke (außer Betrieb) |  | Bjurbäckens Schleusen                              | Bjurbäckens Schleusen                              |
| U-Bahn-Abzweig geradeaus und ehemals von links · U-Bahn-Strecke nach rechts (außer Betrieb) |  | Storfors (rechts)                                  | Storfors (rechts)                                  |
| U-Bahn-Bahnhof · U-Bahn-Strecke |  | Stor-Lungen                                        | Stor-Lungen                                        |
| U-Bahn-Strecke nach links · U-Bahn-Strecke nach rechts |  | Öjevettern                                         | Öjevettern                                         |
| U-Bahn-Kopfbahnhof Streckenanfang und quer · U-Bahn-Turmbahnhof · U-Bahn-Strecke von rechts |  | Matlången, Hyttsjön                                | Matlången, Hyttsjön                                |
| U-Bahn-Strecke · U-Bahn-Bahnhof |  | Norsbäcks Kanal, Ullvettern                        | Norsbäcks Kanal, Ullvettern                        |
| U-Bahn-Kopfbahnhof Streckenende · U-Bahn-Bahnhof |  | Bergsjön mit Sjöändans Ladeplatz, Frövettern       | Bergsjön mit Sjöändans Ladeplatz, Frövettern       |
| U-Bahn-Bahnhof |  | Alkvettern                                         | Alkvettern                                         |
| U-Bahn-Strecke von links · U-Bahn-Abzweig ehemals geradeaus und nach rechts |  | Knappforsälven                                     | Knappforsälven                                     |
| U-Bahn-Strecke (außer Betrieb) |  | Knappfors Schleuse und Kanal                       | Knappfors Schleuse und Kanal                       |
| U-Bahn-Strecke nach links · U-Bahn-Abzweig ehemals geradeaus und von rechts |  |                                                    |                                                    |
| U-Bahn-Bahnhof |  | Lonnen                                             | Lonnen                                             |
| U-Bahn-Strecke |  | Timsälven                                          | Timsälven                                          |
| |  | Karlskoga                                          |                                                    |

Bergslagskanalen (deutsch Bergslagskanal) ist ein Kanal in Bergslagen in Schweden zwischen Karlskoga und Filipstad. Er besteht aus einem Seensystem, das über mehrere kleine Kanäle und Schleusen miteinander verbunden ist und erstreckt sich über eine Gesamtlänge von etwa 64 Kilometer, von denen vier Kilometer aus gegrabenen Kanälen besteht. Der Höhenunterschied auf der gesamten Strecke beträgt 16 Meter, die mittels sechs Schleusen überwunden werden. Er dient heute ausschließlich touristischen Zwecken.
Der Bergslags Kanal ist insofern einzigartig, das er von keinem anderen größeren Gewässer mit Booten erreichbar ist, da der Zugang über den Fluss Timsälven in den See Möckeln durch ein Wasserkraftwerk kurz vor der Mündung des Timsälven versperrt ist. Kleinere Freizeitboote, die den Bergslags Kanal befahren können, müssen daher mit einem Trailer oder LKW vom Vänern aus transportiert werden. 
Auf dem Bergslag Kanal gelten folgende Begrenzungen der Bootsgröße:
- maximale Länge: 20,7 m
- maximale Breite: 3,6 m
- maximaler Tiefgang: 1,2 m
- maximale Fixpunkthöhe: 1,8 m
- maximal zulässige Geschwindigkeit in den Kanalabschnitten: 3 Knoten (5,5 km/h)

## Geschichte
Um den Transport von Eisen aus den Bergbaugebieten im südöstlichen Värmland nach Kristinehamn zu erleichtern, wurde schon 1634 mit dem Bau des Norsbäcks Kanal zwischen Hyttsjön und Bergsjön begonnen, der damit einer der ältesten Kanäle in Schweden ist.